# Platform Controller Hub

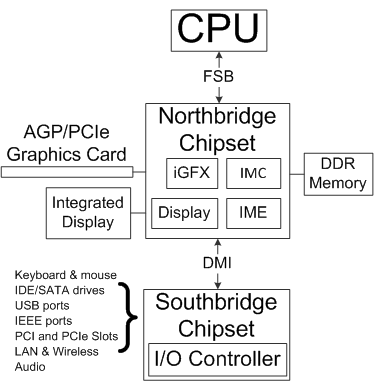
Архитектура Intel 4 серии

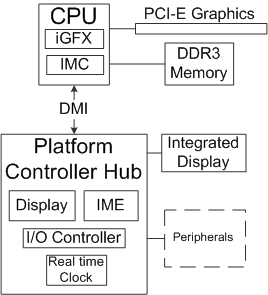
Архитектура Intel 5 серии

Platform Controller Hub (PCH) — это семейство микросхем, представленных Intel в 2008 году вместе с Nehalem. Так как функции северного моста переместились в процессор, то PCH выполняет роль южного моста.
До этого использовалась Intel Hub Architecture (MCH (GMCH) + ICH), начиная с i810 и заканчивая P45/X48.
PCH управляет определенными каналами передачи данных и вспомогательными функциями, используемыми в сочетании с процессорами Intel. К их числу относятся синхронизация (системные часы), Flexible Display Interface (FDI) and Direct Media Interface (DMI), хотя FDI используется только с CPU, имеющим интегрированный графический процессор.
В новой архитектуре функции перераспределены между центральным концентратором и центральным процессором: некоторые функции северного моста, контролер памяти и линии PCI-E были интегрированы в CPU, в то время как PCH взял на себя остальные функции северного и южного мостов.